# Благоје Бранчић
Благоје (Cимe) Бранчић (Бачко Петрово Село, 5. јун 1860 — Нови Сад, 7. јул 1915) био је песник и преводилац.

## Живот и рад
У Бачком Петровом Селу је завршио основну школу и наставио школовање у Новом Саду, уписавши се у гимназију. У времену између 1873. и 1881. године Благоје је завршио гимназију, па је одлучио да студира филозофију у Бечу, где је провео 1881/82. годину. Током 1882. отишао је у Колoжвар (Румунија), где је наставио студије, а већ следеће године је у Прагу. Исте године је и у Будимпешти. Ту је дипломирао 1885. године латински и књижевност.
Одмах почиње да ради као суплент у Српској Гимназији у Новом Саду до 1895. године, када постаје професор у истој гимназији. Те 1895. године се оженио Даницом Димитријевић из Новог Сада. Познавао је добро латински и грчки, а говорио мађарски немачки и чешки. Међутим, релативно је мало радио јер је већ са 48 година пензионисан (1908. године) због болести. Сахрањен је на Успенском гробљу у Новом Саду.
Благоје Бранчић је врло рано почео да се бави поезијом. Већ са 16 година објављује у „Јавору“ прве песме, сонет „При поласку“.
Поред својих оригиналних песама, Благоје се бавио и превођењем са мађарског и немачког. Тако је са мађарског преводио: Петефија, Аранија, Верешмартија, Ђулаиа и друге, а са немачког: Гетеа, Шилера, Хајнеа, Ајендорфа, Лифтвера, Мозентала и др. Своја дела штампао је у „Јавору“ од 1876. па све до 1910. године.
Осим у „Јавору“ објављивао је и у следећим листовима: „Стражилову“, „Летопису Матице српске“, „Бранковом колу“, „Женском свету“, „Српским илустрованим новинама“, „Српчету“, „Грађанину“, „Цетуњском вјеснику“, „Гласу Црногорца“, „Малом журналу“, „Голубу“, „Споменику“, „Српству“, „Спопеници“ о стогодишњици српске православне гимназије у Новом Саду 1910. године и „Добротвору“, исте 1910. године.
Српске народне песме и расправе о Шандору Петефију и Верешмартију на мађарском језику објавио је у „Летопису Матице српске“ (192 1897, 202 1900, 211 1902. године).
Благоје Бранчић је умро у Новом Саду 7. јула 1915. године.